# Fastrau
Fastrau ist ein Ortsteil und der einzige Ortsbezirk der Gemeinde Fell (Mosel) im Landkreis Trier-Saarburg in Rheinland-Pfalz.

## Geographie
Fastrau liegt im Tal des Feller Bachs, eines Nebenflusses der Mosel, der bei Riol in die Mosel mündet. Die Fellerbachtalbrücke der A 1 führt über den Ortsteil Fastrau und zählt mit einer Höhe von 64 Metern zu den höchsten Brücken Deutschlands.
Zum Ort gehört auch die ehemalige Fastrauer Mühle.

## Geschichte
Am 7. Juni 1969 wurde aus der bis dahin eigenständigen Ortsgemeinde Fastrau mit zu diesem Zeitpunkt 253 Einwohnern, sowie dem benachbarten Fell, die neue Ortsgemeinde Fell gebildet.

## Politik

### Ortsbezirk
Fastrau ist der einzige Ortsbezirk der Ortsgemeinde Fell. Die Interessen des Ortsbezirks werden politisch durch einen Ortsbeirat und einen Ortsvorsteher vertreten.

### Ortsbeirat
Der Ortsbeirat von Fastrau besteht aus sieben Mitgliedern, die bei der Kommunalwahl am 9. Juni 2024 in einer personalisierten Verhältniswahl gewählt wurden, und dem ehrenamtlichen Ortsvorsteher als Vorsitzendem.
Die Sitzverteilung im Ortsbeirat:
| Wahl | WGL a | FBL b | WGB c | Gesamt  |
| ---- | ----- | ----- | ----- | ------- |
| 2024 | 4     | 3     | –     | 7 Sitze |
| 2019 | 3     | 2     | 2     | 7 Sitze |

### Ortsvorsteher
Michael Löwen wurde 2014 Ortsvorsteher von Fastrau. Bei der Direktwahl am 26. Mai 2019 wurde er mit einem Stimmenanteil von 66,82 % für weitere fünf Jahre in seinem Amt bestätigt. Bei der Direktwahl am 9. Juni 2024 setzte er sich mit 77,3 % gegen einen Mitbewerber durch.
Löwens Vorgänger Christian Bales war 2014 nicht erneut angetreten.

## Kultur und Sehenswürdigkeiten

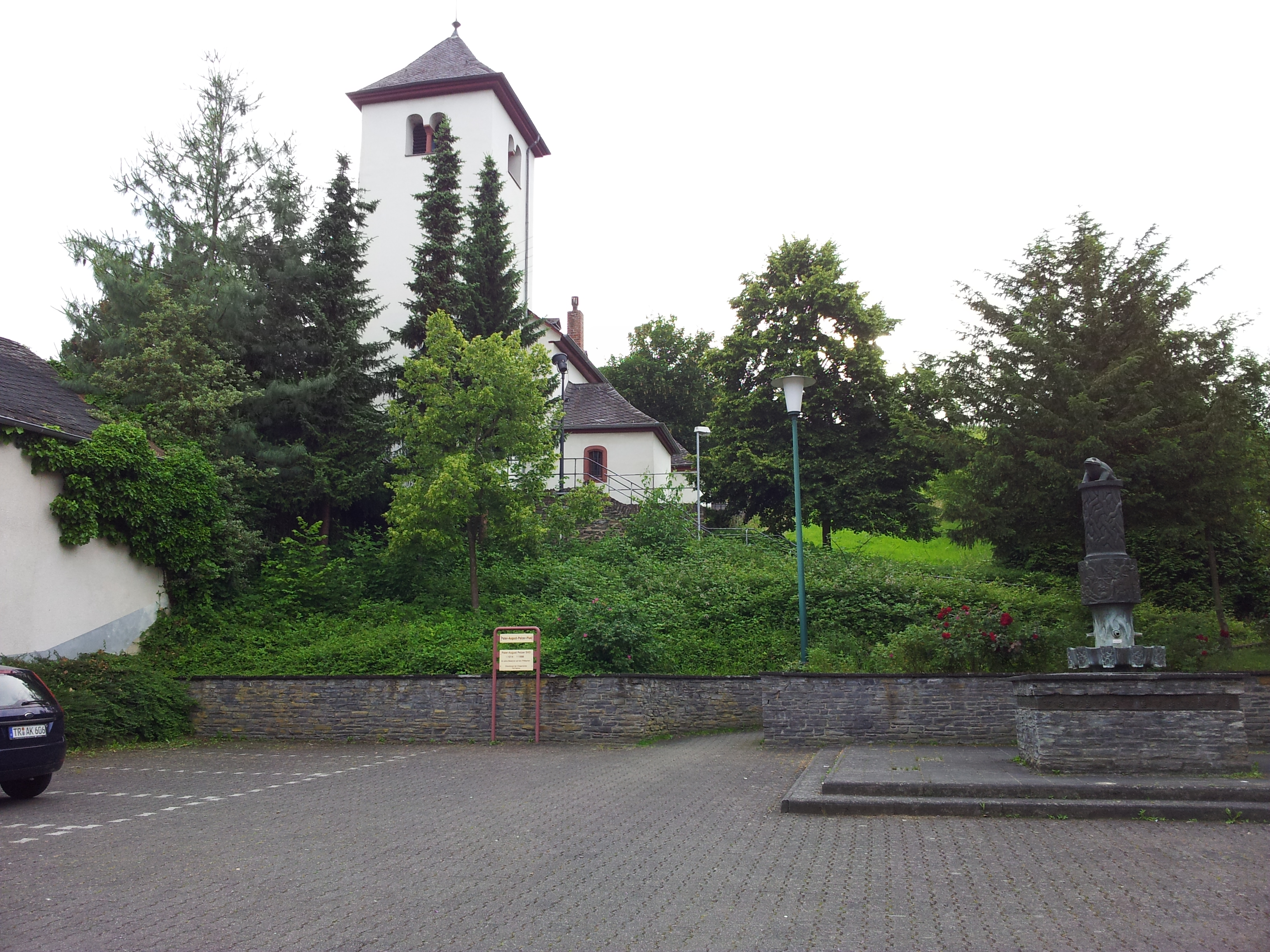
Pater-Pelzer-Platz und Kapelle St. Stephanus

In der Denkmalliste des Landes Rheinland-Pfalz (Stand: 2023) sind folgende Kulturdenkmäler genannt:
- Katholische Filialkirche St. Stefan (St. Stephanus), ortsbildprägender Saalbau (1825), Moselstraße
- Quereinhaus (um 1850), Klosterstraße

Weitere Sehenswürdigkeiten sind der Froschbrunnen auf dem Pater-Pelzer-Platz sowie der Aussichtspunkt Götzbild.

## Weinbau
Der Weinbau ist einer der wichtigsten Wirtschaftszweige der Region. In Fastrau erstreckt sich die Anbaufläche auf etwa 40,6 Hektar bestockte Rebflächen in der Einzellage Maximiner Burgberg, die Teil der Großlage Probstberg ist. Der Wein aus dieser Region zeichnet sich durch die charakteristischen Schieferböden aus, die typisch für die Gegend sind.

## Öffentliche Einrichtungen
Seit 1925 besteht in Fastrau eine Freiwillige Feuerwehr.

## Verkehr
Fastrau liegt an der Landesstraße 150, die von Fell kommend nach Longuich oder Riol führt. Die Kreisstraße 77 führt zur L 151 und nach Mertesdorf/Ruwertal.

## Persönlichkeiten
- Pater August Pelzer (geb. 1914 in Mertesdorf, gest. 1998 in St. Wendel), Ehrenbürger der Gemeinde Fell-Fastrau.[14]